# Kalety (gmina)
Kalety – dawna gmina wiejska istniejąca w latach 1945–1950 w woj. śląskim, katowickim i stalinogrodzkim (dzisiejsze woj. śląskie). Siedzibą władz gminy była wieś Kalety.
Gmina zbiorowa Kalety powstała w grudniu 1945 w powiecie lublinieckim w woj. śląskim (śląsko-dąbrowskim). Została utworzona z dotychczasowych zniesionych gmin jednostkowych Kalety i gminę Zielona, które przekształcono w gromady (odpowiednik sołectwa). Według stanu z 1 stycznia 1946 gmina składała się z 2 gromad: Kalety (objemującą Kalety, Drutarnię, Jędrysek i Truszczycę) i Zielona (obejmującą Miotek, Kolonię Woźnicką, Mokrus i Zieloną). 6 lipca 1950 zmieniono nazwę woj. śląskiego na katowickie.
Jako gmina wiejska jednostka przestała istnieć z dniem 1 stycznia 1951 wraz z nadaniem Kaletom praw miejskich i przekształceniem jednostki w gminę miejską (równocześnie potwierdzono włączenie do Kalet obszaru przedwojennej jednostkowej gminy Zielona, do czego doszło już 1 grudnia 1945, lecz zostało ogłoszone tylko w Śląsko-Dąbrowskim Dzienniku Wojewódzkim).